# ナローバンク論
ナローバンク論（ナローバンクろん）は金融論の概念の一つ。完全準備銀行（Full-reserve banking）とも呼ばれる。

## 概要
ブルッキングス研究所のロバート・ライタンが1986年に提案した。金融機関の経営破綻が続くなかで、金融規制緩和が政策課題になっていた状況で、預金保険の適用を受けている預金部門と、貸付部門とを分離し、預金で集めた資金の運用は財務省証券など安全な資産に限定する一方、貸付部門については市場からの資金調達を行わせる。両部門を分離させた金融持株会社の子会社については、分野規制を解除するというものである。
この議論は発表当時からアメリカでは注目された。ところが日本では1988年にライタンの著書が『銀行が変わる』と題して翻訳出版されたにもかかわらず注目されなかった。当時の日本はバブル景気の最中で金融機関の破綻が注目されなかったこと、あるいは持株会社といった形態がまだ認められていなかったなど制度改正が追いついていなかったこと、などが背景として考えられる。
このような銀行の預金部門と貸付部門を分離する考え方は、アメリカの金融論の世界では繰り返し登場している。1930年代半ばには、部門を分離して預金部門は100%の準備を強するべきだと有力な学者が主張している。その中にはシカゴ大学のヘンリー・H・サイモンズやエール大学のアービング・フィッシャーがいる。同じような議論は第二次大戦後、シカゴ大学のミルトン・フリードマンが行ったことも知られている。
しかし日本の金融論の学会は、このフリードマンの主張が伝えられたときも、大きく反応することはなかった。このような部門分離の考え方そのものを、金融論の常識に外れたものとしてそもそも正面から問題にしないところがあった。
1980年代終わりになりアメリカの連邦議会でこの問題が正式に取り上げられていることや、連邦準備制度理事会の議長であったアラン・グリーンスパンがナローバンク論への関心に言及していることが伝わる中で、日本の学界のこの問題へのスタンスは大きく変化してゆく。政策提案としてナローバンクの日本への導入が真剣に議論されるようになったのである。
このように評価が大きく振れた背景には、1990年代に入って、金融機関の不良債権問題が日本でも大きな問題になり、金融持株会社制度が導入されるなかで、規制緩和が課題になるなど、日本の状況が、アメリカの議論を受け入れやすくなったことが背景になっている。